# Groene boszanger
De groene boszanger (Phylloscopus chloronotus) is een zangvogel uit de familie Phylloscopidae.

## Verspreiding en leefgebied
Deze soort komt voor in Bhutan, China, India, Nepal en Pakistan en telt 2 ondersoorten:
- P. c. simlaensis: de westelijke Himalaya.
- P. c. chloronotus: van de oostelijke Himalaya tot centraal China.